# Stany Zjednoczone na Zimowych Igrzyskach Paraolimpijskich 2010
Reprezentacja Stanów Zjednoczonych na Zimowe Igrzyska Paraolimpijskie 2010 liczyła 50 reprezentantów (24 w narciarstwie alpejskim, 6 w narciarstwie klasycznym, 2 w biathlonie, 15 w hokeju na lodzie na siedząco i 5 w curlingu).

## Medale
| Medal   | Zawodnik        | Sport                 | Wydarzenie                              | Data |
| ------- | --------------- | --------------------- | --------------------------------------- | ---- |
| Brązowy | Andy Soule      | Biathlon              | 2,4 km mężczyzn - osoby na wózkach      | 13   |
| Srebrny | Stephani Victor | Narciarstwo alpejskie | Slalom kobiet - osoby na wózkach        | 14   |
| Złoty   | Alana Nicholas  | Narciarstwo alpejskie | Slalom gigant kobiet - osoby na wózkach | 16   |
| Srebrny | Stephani Victor | Narciarstwo alpejskie | Slalom gigant kobiet - osoby na wózkach | 16   |

| Medale według sportów | Medale według sportów | Medale według sportów | Medale według sportów | Medale według sportów |
| --------------------- | --------------------- | --------------------- | --------------------- | --------------------- |
| Sport                 | złoto                 | srebro                | brąz                  | suma                  |
| Narciarstwo alpejskie | 1                     | 2                     | 0                     | 3                     |
| Biathlon              | 0                     | 0                     | 1                     | 1                     |
| W sumie               | 1                     | 2                     | 1                     | 4                     |

## Kadra

### Narciarstwo alpejskie

#### Mężczyźni
- Mark Bathum - osoby niewidome - przewodnik Slater Storey
- Carl Burnett - osoby na wózkach
- Heath Calhoun - osoby na wózkach
- Nick Catanzarite - osoby na wózkach
- Chris Devlin-Young - osoby na wózkach
- Ralph Green - osoby stojące
- Gerald Hayden - osoby na wózkach
- Ian Jansing - osoby stojące
- Monte Meier - osoby stojące
- George Sansonetis - osoby stojące
- Joe Tompkins - osoby na wózkach
- Tyler Walker - osoby na wózkach
- Brad Washburn - osoby stojące
- John Whitney - osoby stojące

#### Kobiety
- Allison Jones - osoby stojące
- Ricci Kilgore - osoby na wózkach
- Luba Lowery - osoby na wózkach
- Alana Nichols - osoby na wózkach
- Hannah Pennington - osoby stojące
- Caitlin Sarubbi - osoby niewidome - przewodnik Gwynn Watkins
- Laurie Stephens - osoby na wózkach
- Elitsa Storey - osoby na wózkach
- Danelle Umstead - osoby niewidome - przewodnik Rob Umstead
- Stephani Victor - osoby na wózkach

### Biegi narciarskie

#### Mężczyźni
- Greg Mallory - osoby na wózkach
- Chris Klebl - osoby na wózkach
- Sean Halsted - osoby na wózkach
- Andy Soule[2] - osoby na wózkach

#### Kobiety
- Monica Bascio - osoby na wózkach
- Kelly Underkofler[2] - osoby stojące

### Biathlon

#### Mężczyźni
- Andy Soule[2] - osoby na wózkach

#### Kobiety
- Kelly Underkofler[2] - osoby stojące

### Hokej na siedząco
- Turniej mężczyzn: 
  - Joe Howard
  - Steve Cash
  - Taylor Chace
  - Jimmy Connelly
  - Andy Yohe
  - Brad Emmerson
  - Tim Jones
  - Taylor Lipsett
  - Alexi Salamone
  - Mike Blabac
  - Nikko Landeros
  - Adam Page
  - Josh Pauls
  - Greg Shaw
  - Bubba Torres

### Curling na wózkach
- Turniej drużyn mieszanych: 4. miejsce
  - Augusto Perez - skip
  - James Pierce - wiceskip
  - James Joseph - drugi
  - Jacqueline Kapinowski - pierwsza
  - Patrick McDonald - rezerwowy